# Narycia cirrhosticha
Narycia cirrhosticha är en fjärilsart som beskrevs av Turner 1923. Narycia cirrhosticha ingår i släktet Narycia och familjen säckspinnare. Inga underarter finns listade i Catalogue of Life.